# Skaraszów
Skaraszów – część wsi Wólka Wieprzecka w Polsce położona w województwie lubelskim, w powiecie zamojskim, w gminie Zamość.
W latach 1975–1998 Skaraszów administracyjnie należał do województwa zamojskiego.
Skaraszów stanowi oddzielne sołectwo gminy Zamość.
Wierni Kościoła rzymskokatolickiego należą do parafii św. Andrzeja Boboli w Kosobudach.

## Historia
Skaraszów, ale także Skaroszów, Skaryszow – wieś powstała w początkach XIX stulecia w dobrach lipskich Ordynacji Zamojskiej, na gruntach wsi Wola Wieprzecka. Pod nazwą Skaraszów została wymieniona na mapie dóbr ordynackich z 1828 r. jednakże – z niewiadomych względów – nie uwzględniono jej w spisie ludności z 1827 roku.